# Luca Giurato
Luca Giurato (Roma, 23 dicembre 1939 – Santa Marinella, 11 settembre 2024) è stato un giornalista e conduttore televisivo italiano.

## Biografia
Figlio di Giovanni Giurato, un diplomatico siciliano che fu agente consolare in Uruguay, suo nonno materno era il drammaturgo e regista Giovacchino Forzano. Aveva due fratelli, Flavio Giurato, cantautore, e Blasco Giurato, direttore della fotografia, e una sorella, Claudia, geologa.
Dopo la maturità classica al Liceo Virgilio di Roma, attorno ai vent'anni entrò a Paese Sera come cronista. Nel frattempo, dal 1965 divenne giornalista professionista. Passò poi a La Stampa, e dal 1986 alla direzione del GR1, giornale radio di Radio Rai, quindi fu vicedirettore del TG1 fino al 1990.
La sua prima apparizione televisiva fu nel 1992 in A tutta stampa, rassegna stampa all'interno del TG1 notte. Nell'autunno del 1993 giunse a Domenica in, con Mara Venier. Nel 1989 e nel 1995 ricevette il premio simpatia e diventò uno dei principali conduttori di Rai 1 presentando Unomattina sino al 2008, insieme alle colleghe Livia Azzariti, Paola Saluzzi, Antonella Clerici. Nel 2004-2005 condusse Italia che vai, insieme a Francesca Chillemi e Guido Barlozzetti il sabato pomeriggio su Rai 1.
Tornò a Unomattina insieme a Monica Maggioni e a Eleonora Daniele. Dal 15 settembre 2008 fu opinionista alla 6ª edizione de L'isola dei famosi con Mara Venier. È stato opinionista anche a I raccomandati, programma di Carlo Conti di Rai 1. Nella stagione 2009-2010 curò una rubrica all'interno di Unomattina: Unomattina Week-End. Il 1º dicembre 2010 partecipò al talent show di Canale 5 Let's Dance.
Raggiunse un'ampia notorietà anche per le famose e innumerevoli gaffe e i lapsus linguae di cui si rese protagonista, puntualmente ripresi dalla Gialappa's Band nel programma Mai dire gol e anche da Striscia la notizia, in una rubrica chiamata Ci avrei Giurato e in una puntata speciale intitolata Luca Giurato Show.
Morì a causa di un infarto l'11 settembre 2024, mentre si trovava a Santa Marinella con la moglie, all'età di 84 anni. I funerali si svolsero dopo due giorni nella basilica di Santa Maria in Montesanto, nota anche come Chiesa degli artisti, in piazza del Popolo a Roma; dopo la cremazione, la sepoltura avvenne nel cimitero di Santa Marinella.

## Vita privata
Fu sposato in seconde nozze con Daniela Vergara, anche lei giornalista Rai. Con la prima moglie Gianna Furio ebbe un figlio, Diego, che lo rese nonno.

## Programmi televisivi
- Telegiornale Uno - A tutta stampa (Rai 1, 1992-1993)
- Domenica in (Rai 1, 1993-1994, 2010-2011)
- Unomattina (Rai 1, 1994-1996, 1998-2003, 2005-2008)
- Italia sera (Rai 1, 1996-1997)
- La vita in diretta (Rai 1, 2004)
- Il ristorante (Rai 1, 2004-2005) – inviato
- Italia che vai (Rai 1, 2004-2005)
- Quelli che il calcio (Rai 2, 2008-2009) – ospite fisso
- L'isola dei famosi (Rai 2, 2008) – opinionista
- I raccomandati (Rai 1, 2009) – opinionista
- Unomattina Week-End (Rai 1, 2009-2010)
- Let's dance (Canale 5, 2010) – concorrente